# Арцио
Арцио (лат. Artio) је у гало-римској религији била богиња медведа, а њен култ је био заступљен у Берну, (Швајцарска), чије име у преводу и значи медвед.

## Етимологија
Име ове богиње потиче из гелика, од речи artos, што значи медвед.

## Култ
Култ ове богиње, а самим тим и култ медведа је био највише поштован на територији данашње Швајцарске, Немачке и Луксембурга.

## Историјски остаци
Бронзана скулптура нађена у Мурију, код Берна, приказује богињу која седи у столици држећи у једној руци корпу, а у другој цвеће и воће. Наспрам ње стоји медвед из чега се изводи претпоставка да га она, заправо храни. Иза медведа се налази дрво, а читава композиција је постављена на бронзаној бази, на којој се налази и запис - Deae Artioni / Licinia Sabinilla, што је скраћено од: Богињи Арцио (или Арциони, што би било њено латинизирано име) од Лициније Сабинила.
Ова скулптура се данас чува у Историјском Музеју у Берну.
Други записи о њој су пронађени у Триру, Дауну и Штоксдату у Немачкој, а такође и у Вејлербаху у Луксембургу.